# Nesokia
A Nesokia az emlősök (Mammalia) osztályának a rágcsálók (Rodentia) rendjébe, ezen belül az egérfélék (Muridae) családjába tartozó nem.

## Rendszerezés
A nembe az alábbi 2 faj tartozik:
- Nesokia bunnii Khajuria, 1981
- rövidfarkú bandikutpatkány vagy indiai pestispatkány (Nesokia indica) Gray, 1830 – típusfaj